# Paul Helcioiu
Paul Helcioiu, né le 5 mars 1978, à Bucarest, en Roumanie, est un ancien joueur roumain de basket-ball. Il évolue au poste de meneur.

## Palmarès
- FIBA Europe Cup 2004-2005
- Champion de Roumanie 2004, 2005
- Coupe de Hongrie 2006